# Gnatholycosa spinipalpis
Gnatholycosa spinipalpis är en spindelart som beskrevs av Cândido Firmino de Mello-Leitão 1940. 
Gnatholycosa spinipalpis ingår i släktet Gnatholycosa och familjen vargspindlar. Inga underarter finns listade i Catalogue of Life.